# زن آزاد (ترانه)
«زن آزاد» ترانه‌ای از خواننده و ترانه‌سرای آمریکایی لیدی گاگا که برای ششمین آلبوم استودیویی خود کروماتیکا (۲۰۲۰) ضبط شده‌است. گاگا آن را با تهیه‌کنندگان ترانه بلادپاپ، اکسول و یوهانس کلر نوشت. «زن آزاد» به عنوان پنجمین قطعه در آلبوم گنجانده شد و قبل از آن چندین نسخه آزمایشی از ترانه در اینترنت فاش شد. این یک آهنگ یورودنس و یورو هاوس است که از موسیقی دهه ۱۹۹۰ تأثیر زیادی دارد. گاگا با الهام از وقایع زندگی واقعی خود از جمله مقابله با اختلال اضطراب پس از سانحه خود که پس از تعرض جنسی توسط یک تهیه‌کننده موسیقی متحمل شد، ترانه را آغاز می‌کند. او همچنین می‌خواست از طرفداران دگرباشان جنسی خود تجلیل کند و این آهنگ را مخصوصاً با ذهن تراجنسیتی در ذهن خود نوشت. متن ترانه در مورد بازیابی هویت فرد صحبت می‌کند و به سؤال «زن آزاد بودن به چه معناست؟» پاسخ می‌دهد.
بسیاری از منتقدان موسیقی این ترانه را به دلیل اشعار قوی و قدرتمند آن ستوده‌اند. در تاریخ ۲۸ اوت ۲۰۲۰، یک ریمیکس از «زن آزاد» ساخته هانی دیجون برای جشن آخرین قسمت پادکست خواننده به نام «رادیو گاگا» در اپل میوزیک منتشر شد.

## تاریخچه انتشار
| منطقه | تاریخ       | فرمت                     | نسخه              | ناشر      | منا.  |
| ----- | ----------- | ------------------------ | ----------------- | --------- | ----- |
| مختلف | ۲۸ اوت ۲۰۲۰ | دانلود دیجیتال استریمینگ | ریمیکس هانی دیجون | اینترسکوپ | [ ۲ ] |